# Radierung

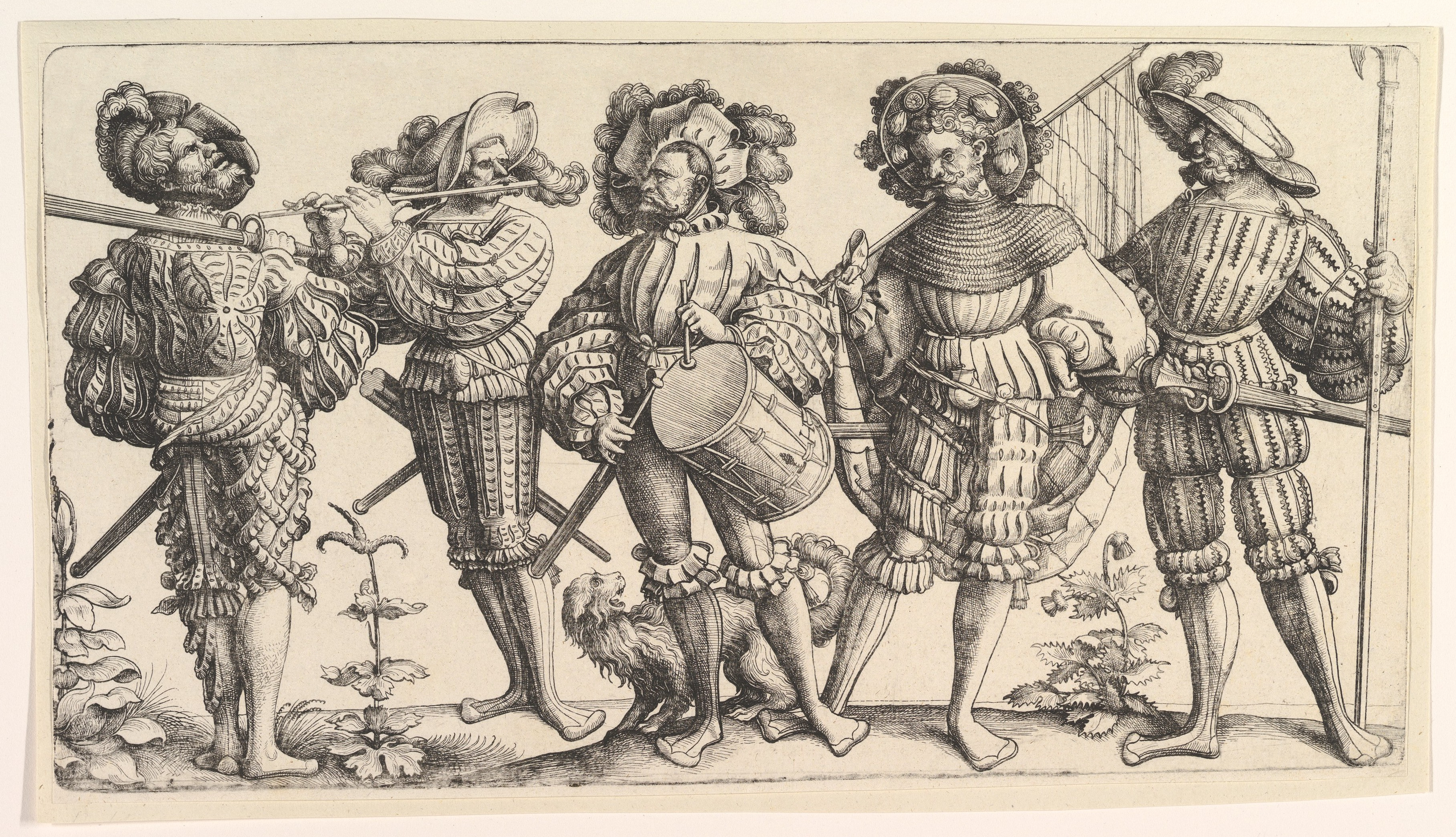
Die fünf Landsknechte, Eisenradierung von Daniel Hopfer aus dem frühen 16. Jahrhundert

Radierung (von lateinisch radere „kratzen, wegnehmen, entfernen“) bezeichnet ein grafisches Tiefdruckverfahren der künstlerischen Druckgrafik.

## Grundlagen
Für den Tiefdruck werden der glatten, ebenen Oberfläche einer Druckplatte Verletzungen in Form von Linien oder Punkten zugefügt (Radieren). Dazu verwendet man die Radiernadel.
Es gibt zwei prinzipiell verschiedene Arten von Radierung, was die Herstellung der Druckplatte betrifft:
- Bei der Kaltnadelradierung wird die Zeichnung mit einer Radiernadel aus härtestem Stahl direkt auf der Druckplatte ausgeführt. Dabei können verschiedene Tiefen erzeugt werden, von zartesten Linien bis zu stärkeren Furchen mit aufgeworfenen Rändern, die viel Farbe aufnehmen und beim Drucken eine stärkere Schwärzung ergeben. Eine Ätzflüssigkeit wird nicht verwendet.
- Bei der Ätzradierung wird die Zeichnung in eine zunächst auf die Platte aufgebrachte relativ weiche Abdeckschicht gekratzt. Anschließend wird die Platte mit einer Ätzflüssigkeit geätzt, wobei nur die Stellen angegriffen werden, an welchen die Deckschicht verletzt wurde. Nach dem Spülen der Platte wird die Deckschicht entfernt.

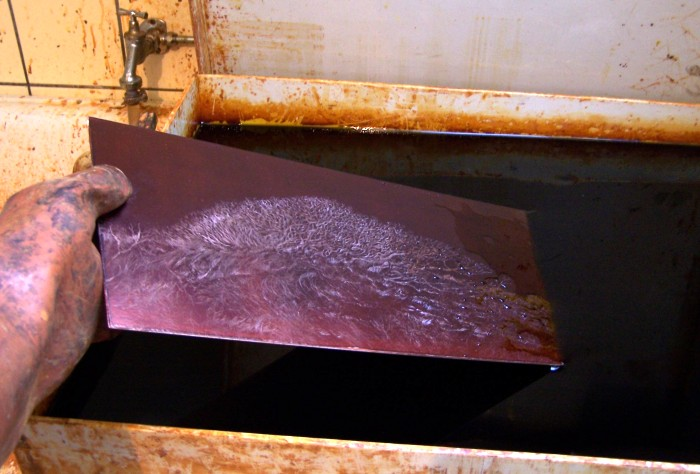
Das Ätzen einer Strichradierung mit Eisen(III)-chlorid-Lösung

Die Druckplatte behält nach der Verletzung die ebene Form bei. Die bei der Verletzung entstandenen Vertiefungen der Platte können Druckfarbe aufnehmen, wenn man die gesamte Platte einfärbt und mit einem Lappen oder ähnlichem die auf der glatten, unverletzten Oberfläche stehende Farbe wieder abwischt. Durch Aufpressen eines angefeuchteten Papiers wird die Farbe aus den Vertiefungen und Rillen wieder herausgesaugt und erscheint auf dem Druckpapier. Im Gegensatz zu den Hochdruckverfahren setzt der Tiefdruck die Benutzung einer Walzendruckpresse voraus. In der Regel ist die Druckplatte ca. 1–2 mm dick.
Für die Radierung sind alle glatten Materialien geeignet, die verletzbar sind und mit meist terpentin- oder wasserlöslicher Farbe keine feste Verbindung eingehen:

Die Druckplatten bestehen überwiegend aus Kupfer, oft auch aus Zink oder Messing. Eisenradierungen (nicht zu verwechseln mit dem Stahlstich!) wurden in den Anfängen der Technik hergestellt, sind jedoch heute kaum noch gebräuchlich. Es werden auch andere Materialien wie Kunststoff als Ausgangsmaterial für Radierungen verwendet. Moderne Methoden des Non-toxic-printing verwenden vorbeschichtete Platten, die mit einer lichtempfindlichen Photopolymerschicht überzogen sind. Dabei muss die Platte selbst nicht mehr geätzt werden. Es kann direkt von der Beschichtung gedruckt werden. Diese Platten werden auch in den fotografischen Edeldruckverfahren verwendet.

## Farbradierung

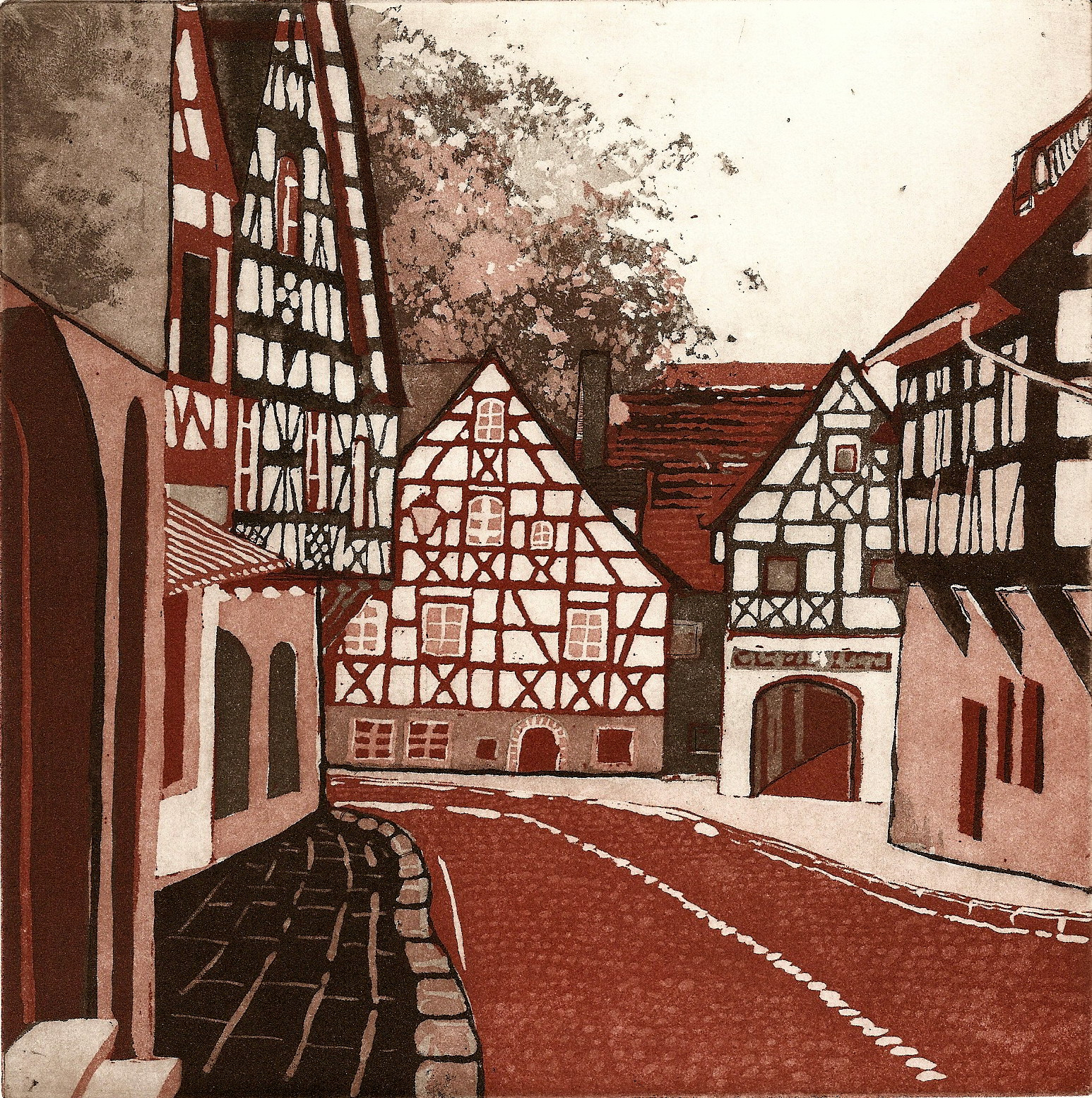
Aquatinta-Radierung von zwei Druckplatten

Bei einer Farbradierung unterscheidet man folgende Varianten:
Kolorierte Radierung
Radierungen, die in einer (Grund-)Farbe gedruckt sind, werden nachträglich mit Aquarellfarbe oder Buntstiften koloriert.
Farbradierung von einer Platte
In der einfachen Variante wird die Druckplatte mit verschiedenen Farben eingefärbt. Naturgemäß ist das aber schwierig zu steuern und es ist so kaum möglich, einen einheitlichen Auflagendruck (eine bestimmte und garantierte Anzahl identischer Exemplare) durchzuführen. Stanley William Hayter hat mit anderen Künstlern im „Atelier 17“ in Paris eine spezielle Technik der Farbradierung entwickelt, die auf unterschiedlicher Viskosität der aufgetragenen Farben und unterschiedlich harten und weichen Walzen beruht. Von einer Platte (Druckstock) können beliebig viele Drucke hergestellt werden, die aber wegen der schwierigen Farbregulierung immer Unikate sind.
Mehrplattenfarbradierung
Eine präzise Steuerung erlaubt der Druck von mehreren Druckplatten. Von der ersten Druckplatte wird das Motiv auf weitere, gleich große Platten übertragen, die dann andere Farben tragen. Dies gelingt durch verschiedene Pausverfahren oder indem man beim Übertragen das Büttenpapier noch unter der Walze der Druckpresse lässt, die bereits gedruckte Druckplatte gegen eine unbenutzte tauscht und den Druckvorgang wiederholt. Hierbei bildet sich das Druckbild auf der unbedruckten Platte ab. Der Druck der Mehrplatten-Farbradierung erfolgt dann in der Reihenfolge von der hellen zur dunklen Farbe.
Druck auf farbigem Papier
Indem mit weißer Farbe auf blaues, schwarzes oder bräunliches Papier gedruckt wurde, ahmten die Künstler Kreide-, Silberstift- und Rötelzeichnungen nach.
Montagedruck
Wird die Druckplatte mit der Dekupiersäge in verschiedene Teile zerlegt, können diese jeweils separat eingefärbt werden. Anschließend werden sie auf dem Drucktisch der Presse nebeneinander gelegt und gedruckt.
Kombinationsdruck
Durch die Kombination verschiedener Drucktechniken (Hochdruck/Tiefdruck) oder durch Einkleben von farbigem Papier bzw. Metallfolie sind ebenfalls wiederholbare Farbvarianten möglich.

## Geschichte der Radierung

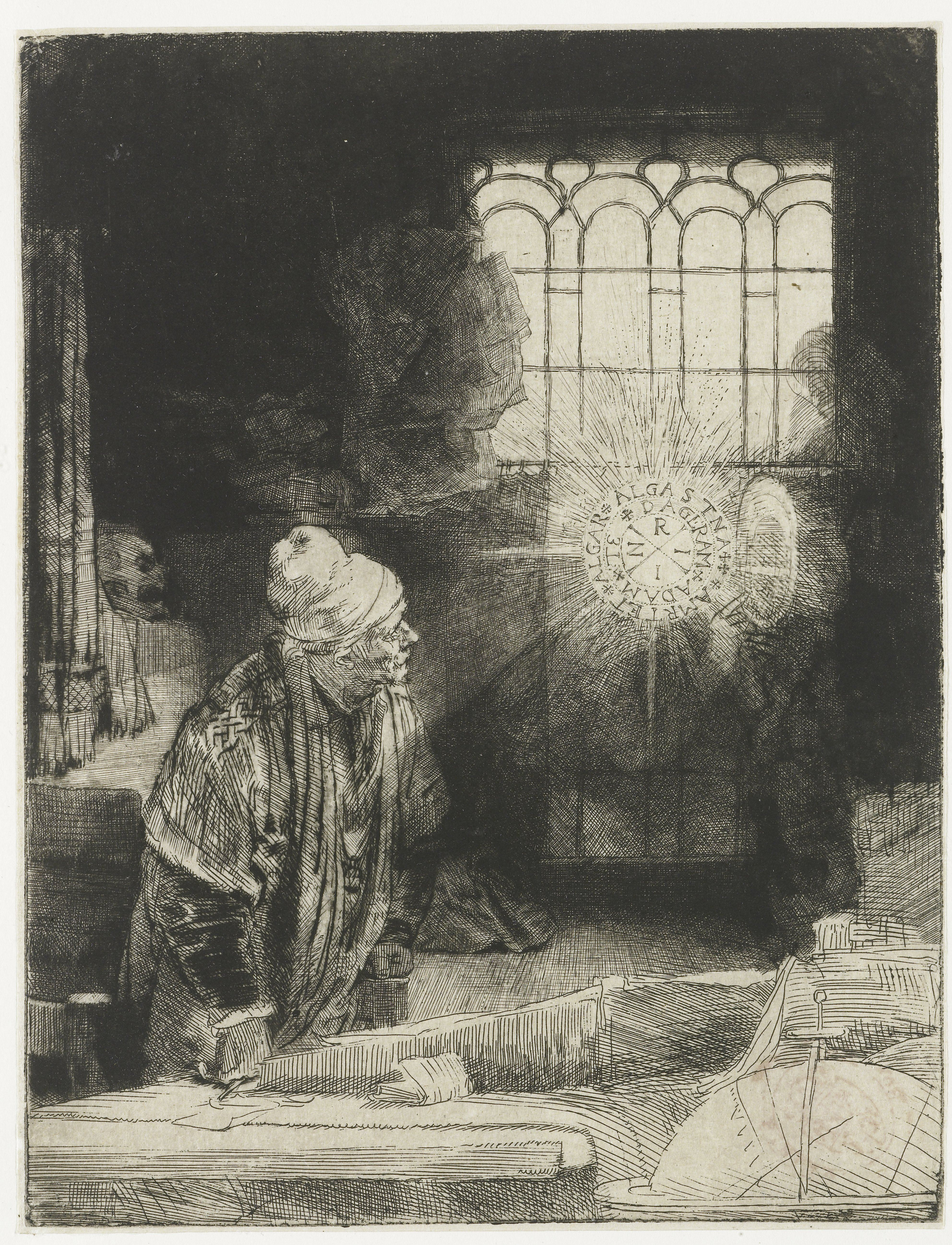
Faust, Ätz-Radierung mit Kaltnadel und Kupferstich (1652–1653) von Rembrandt, 3. Zustand. Rijksmuseum, Amsterdam, Niederlande.

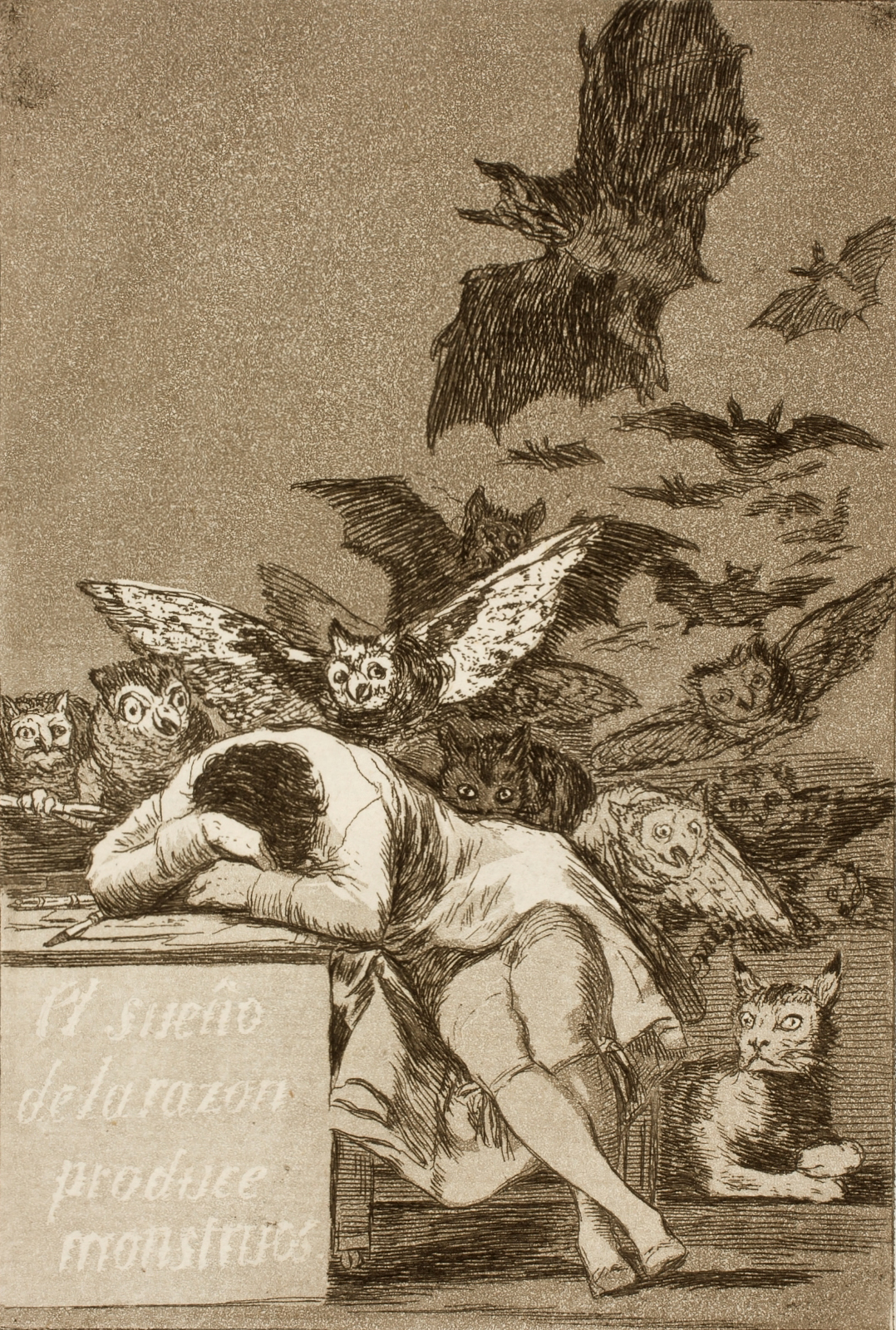
Der Schlaf der Vernunft gebiert Ungeheuer, Aquatinta-Radierung aus der Serie Los Caprichos von Goya, 1790er Jahre

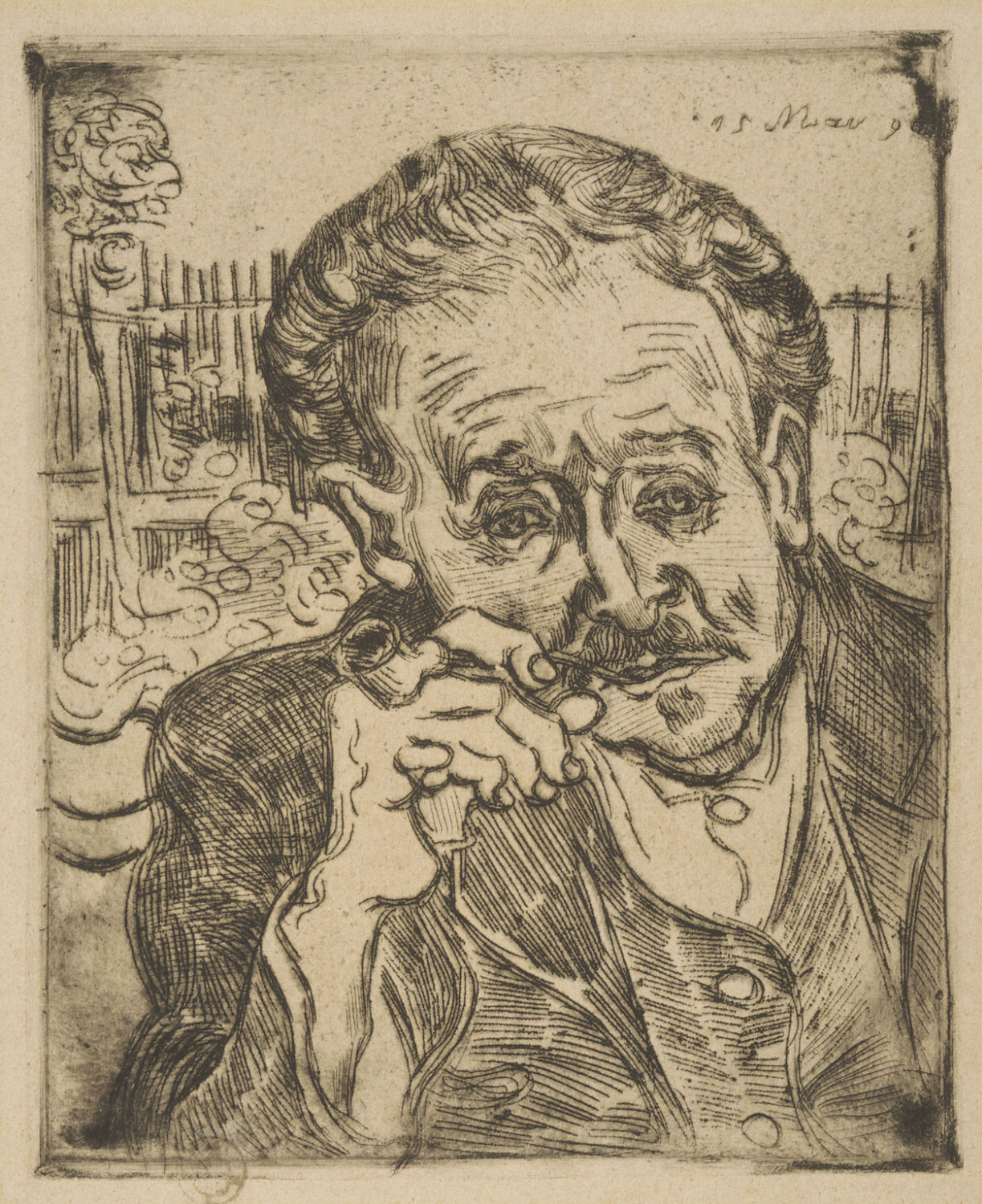
Vincent van Gogh: Der Mann mit der Pfeife – Bildnis des Dr. Paul Gachet, Radierung 1890

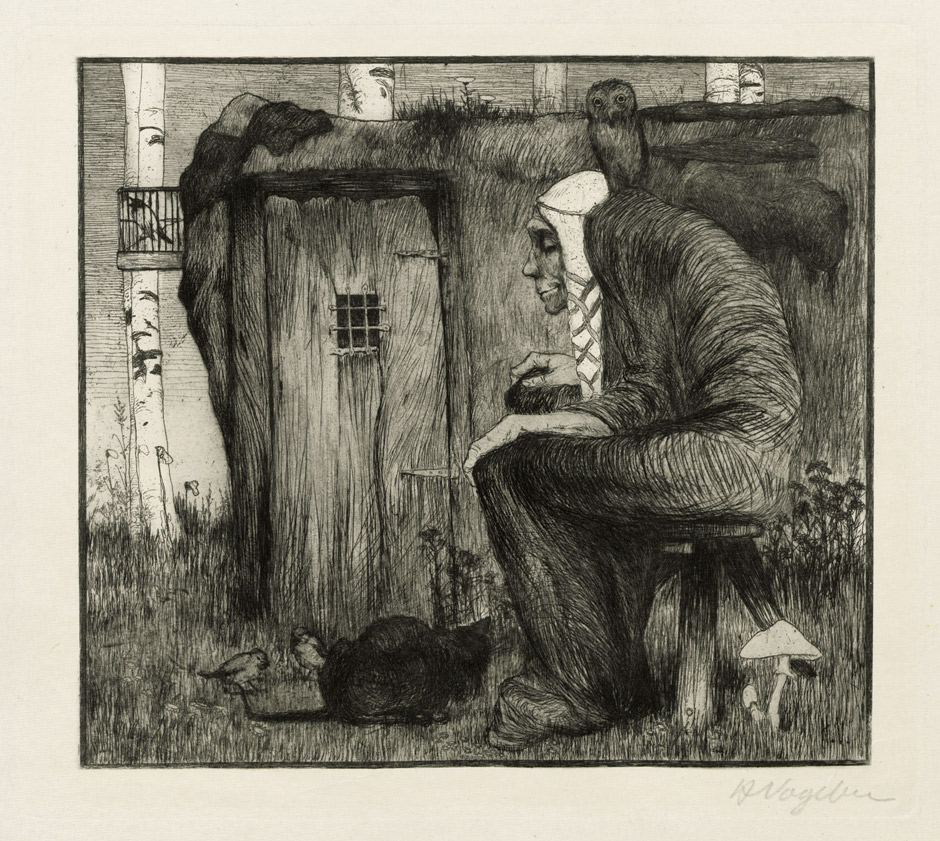
Heinrich Vogeler: Die Hexe mit Eule, Radierung 1895

### 15. und 16. Jahrhundert
Gleichzeitig mit der Entstehung der Papiermühlen im 15. Jahrhundert tauchten die ersten „Drucke“ auf, welche vor allem Waffenschmiede und Goldschmiede herstellten, indem sie Ruß in die Vertiefungen ihrer Verzierungen rieben und Abdrücke nahmen. Wahrscheinlich diente dies der Reproduzierbarkeit und Dokumentation. Die Verzierungen wurden in Musterbüchern festgehalten und konnten so auf andere Objekte übertragen werden (siehe auch Ziselieren, Stahlstich). Eine Frühform ist von Masaccio um 1400 überliefert.
Aus dem Jahr 1513 sind aus dem Bereich der Waffenschmiedekunst die ersten Eisenätzradierungen (mit Essig und Salz) bekannt. Diese Technik setzte sich aber nicht durch, weil Eisen schnell Flugrost ansetzt.
Albrecht Dürer (1471–1528) hatte bei seinem Vater, der Goldschmied war, eine kurze Goldschmiedelehre absolviert, bevor er 1486 beim Nürnberger Maler Michael Wolgemuth in die Lehre ging und dort eine Ausbildung als Maler, Zeichner und Grafiker erhielt. Er vervollkommnete den Kupferstich, machte Versuche mit Ätztechnik (Eisenradierungen) und arbeitete mit Kaltnadelradierung. Seine ersten Eisenradierungen (Christus am Ölberg, Die Große Kanone) stammen von 1515, siehe dazu auch Geschichte der Grafik.
Der aufwendige manuelle Arbeitsprozess, mit dem beim Kupferstich die Linien in die Druckplatte eingegraben wurden, wurde durch die Entwicklung der Radierung vereinfacht, weil der manuelle Kraftaufwand zur Linienherstellung auf der Platte nun durch chemisches Ätzen ersetzt wird. Gezeichnet wurde nun in die Wachs-/Asphaltschicht auf der Platte.
Die Radierung erreichte zwar nicht die Abbildungspräzision des Kupferstichs und löste damit dieses Ausdrucksmittel als wichtigstes Medium der Buchillustration nicht ab, erweiterte jedoch die druckgrafischen Techniken um die Möglichkeit, den individuellen, flüssigeren Zeichenstil wiederzugeben. Frühe Meister der Radierung waren Matthäus Merian, Wenzel Hollar und Hercules Seghers.

### 17. und 18. Jahrhundert
Zu Beginn des 17. Jahrhunderts stellte Hercules Pieterszoon Seghers erste Ätzungen auf Kupferplatten her. Als frühe Künstler, die sich dieses Verfahrens bedienten, seien auch Urs Graf (Schweiz) und Daniel Hopfer (Augsburg) genannt. Die Kupferradierung diente zu dieser Zeit als „billige Reproduktionstechnik“. Diverse Künstler stellten „Reprodukteure“ ein, welche Kupferradierungen von ihren Kunstwerken herstellten, um den aufkommenden Markt des zu Wohlstand gekommenen Bürgertums zu bedienen. Die Drucke wurden in ganz Europa verteilt – auch um Werbung für die eigene Werkstatt zu machen. Als Nebenwirkung dieser Entwicklung verbreiteten sich künstlerische Stilentwicklungen in Europa sehr schnell.
Hohe künstlerische Reife der Ätztechnik und der Kaltnadeltechnik erreichte Rembrandt. Interessant ist bei ihm die künstlerische Nutzung der Plattenzustände als „work in progress“. Mit Rembrandt veränderte sich die Radierung vom Reproduktionsmittel zum eigenständigen künstlerischen Ausdrucksmittel. Weil der Radierung die „Kälte“ des Kupferstichs fehlt, wurde diese zunehmend als eigenständige und ursprüngliche Ausdrucksform von Sammlern des zu Wohlstand gekommenen Bürgertums im 17./18. Jahrhundert sehr geschätzt. Besonders Rembrandt bediente diesen „Markt“ derer, die sich seine Ölgemälde nicht leisten konnten, zunächst mit Reproduktionen, aber sehr bald auch mit eigenständigen radierten Werken, deren Formate oft nur die Größe einer halben Postkarte besitzen.
Mit der Schabtechnik (auch Mezzotinto genannt), die Ludwig von Siegen (1609–1680) entwickelte, konnten erstmals verlaufende Grauwerte drucktechnisch dargestellt werden. Dies geschah durch ein sehr arbeitsaufwendiges Aufrauen („Wiegen“) und anschließendes Herausschaben der Helligkeiten aus der Druckplatte.
Die Technik der Aquatinta, die zwischen 1765 und 1768 von Jean Baptiste Leprince entwickelt wurde, ersetzte dieses aufwendige manuelle Verfahren der Mezzotinto durch ein chemo-technisches Ätzverfahren. Damit konnten erstmals Flächen in verschiedenen gleichmäßigen Grauwerten geätzt werden. Francisco de Goya und Giovanni Domenico Tiepolo verwendeten diese Technik. Goya schuf mit dieser Technik die Radierzyklen Los Caprichos und Desastres de la Guerra (die Schrecknisse des Kriegs), die weite Verbreitung erlangten.
Die Blütezeit der Radierung als Reproduktionstechnik lag im 18. Jahrhundert. Künstler, die ihre eigenen Arbeiten bereits als Mappenwerke planten und eigene Bildentwürfe in Drucktechnik übertrugen, wurden im Gegensatz zu den Reproduktionsstechern als Peintre-graveur (auch Malerradierer, Maler-Stecher, Stechmaler) bezeichnet.

### 19. Jahrhundert
Gegen Mitte des 19. Jahrhunderts verloren Radierung und Kupferstich ihre Bedeutung durch die Erfindung der Lithografie, des Clichés und der Autotypie, die den Druck hoher Auflagen in den Massenblättern ermöglichten.
Von der Bürde der Reproduktionstechnik befreit, entwickelte sich die Radierung zu einem eigenständigen Zweig der künstlerischen Grafik. Private (bürgerliche) Sammler entdecken die Arbeiten als erschwingliche Möglichkeit, Kunst zu sammeln.
Einer der hervorragendsten Radierer des neunzehnten Jahrhunderts und Wegbereiter des Surrealismus war Rodolphe Bresdin (1822–1885), der den Maler und Graphiker Odilon Redon maßgeblich beeinflusste.
Zur Mitte des 19. Jahrhunderts entdeckten Künstler den Reiz und die Möglichkeiten der Radierung neu. Ausnahmen sind die großen Erneuerer der Malerei Vincent van Gogh und Paul Gauguin, die beide nur eine Radierung geschaffen haben. Von van Gogh stammt das 1890 entstandene Bildnis des Dr. Gachet. Im Jahr danach radierte Gauguin das Portrait Stéphane Mallarmé. Auf seine Vorbilder van Gogh und Gauguin wollte sich offensichtlich Alexej Jawlensky berufen, als er eine seiner Radierungen handschriftlich als „Meine einzige Radierung“ der Nachwelt hinterlassen haben wollte. Jedoch tauchten zwischenzeitlich zwei weitere Radierungen und fünf seiner Radierplatten auf.

### 20. Jahrhundert und Gegenwart
Durch den Zylinderrotationstiefdruck, der Millionenauflagen in höchster Farbbrillanz ermöglicht, kamen Kupferstich und Radierung – wenn auch hochtechnisiert – im 20. Jahrhundert wieder in massenhafte Anwendung. Die Mehrzahl der hochwertigen Modezeitschriften wird heute im Rotationstiefdruck hergestellt, wobei die 4-Farb-Separation im Unbuntaufbau sparsamen Farbauftrag mit höchster Farbtreue und Brillanz verbindet. Die Walzen werden dabei entweder computergesteuert graviert (wie vormals im Kupferstich), fotochemisch geätzt (wie in der Radierung) oder galvanochemisch vertieft.
Bedeutende Künstler der Radierung im 20. Jahrhundert: Picasso, Max Klinger, Hermann Struck, Arno Breker, Emil Schumacher, A. Paul Weber, James Coignard, Paul Eliasberg, Marc Chagall, Salvador Dalí, Käthe Kollwitz, Max Beckmann und Otto Dix. Gotthard Muhr und Arnulf Rainer wurden wegen ihrer innovativen Radiertechniken 1966 mit dem Österreichischen Staatspreis für Grafik ausgezeichnet.
Künstler, die in der zweiten Hälfte des 20. Jahrhunderts Techniken und Ausdrucksformen der Radierung entwickelten, waren Aldo Crommelynck, Rogier Lacourière, Horst Janssen, Friedrich Meckseper, Johnny Friedländer, Joan Miró, Ernst Fuchs, Stanley William Hayter, Rolf Nesch, Eberhard Schlotter, Ludwig Merwart, Andreas Vietz, Horst Antes, Jan Peter Tripp, Peter Sorge, Johannes Grützke, Harald Metzkes, Ursula Wendorff-Weidt, Werner Tübke, Herbert Tucholski, Otto Coester und andere.
Auch in unserer Zeit ist die Radierung – wie bereits zur Zeit Rembrandts – bei Sammlern als unabhängige Kunstform beliebt, da sie das Sammeln von Kunst zu erschwingliche(re)n Preisen ermöglicht. Die Auflagenhöhen schwanken zwischen einigen wenigen und mehreren tausend Abzügen, die durch die galvanische Verstählung der Platte möglich sind. Zwei spezialisierte Vereine beschäftigen sich in Deutschland heute noch mit der Verbreitung der Radierung: die Griffelkunst-Vereinigung Hamburg und der Verein für Original-Radierung in München.

## Radierung und Kupferstich
Wie die Radierung zählt auch der Kupferstich zu den Tiefdruckverfahren. Während beim Kupferstich durch das scharfe Einschneiden sehr exakte klare Ränder erzielt werden können, greift die Säure beim Ätzvorgang der Radierung das Metall ungleichmäßig an. Sie dringt, obwohl nur sehr geringfügig, auch unter die Ränder der Deckschicht ein. Dadurch entsteht die etwas körnig wirkende Linie.
Ein weiterer Unterschied zwischen Kupferstich und Radierung liegt in der Möglichkeit der Linienführung. Während bei der Radierung mit der Nadel so frei wie mit einem Bleistift gearbeitet werden kann und damit eine unmittelbare, spontane Zeichnung möglich ist, ist die Schnittführung des Kupferstichs auf gerade oder kurvige Linien beschränkt, die entweder in parallelen Zügen oder in Kreuzlagen geführt werden. Die Linienführung ist durch die unterschiedlichen Werkzeuge bedingt. Die Kaltnadel- und Ätzradierung verwendet eine Stahlnadel, die frei wie ein Zeichenstift über die Platte gezogen wird, während der Kupferstich einen Stichel verwendet, der vom Körper weggeschoben wird und das Material aus der Platte schiebt, schneidet bzw. „sticht“.
Die Unterscheidung zum Kupferstich kommt so vorrangig aufgrund der unterschiedlichen Technik zustande. Der Kupferstich wurde – wie die technisch zeitsparendere Radierung – als preiswerte Reproduktionstechnik, die hohe Auflagen erlaubte, bereits im 16. Jahrhundert verwendet.
Die manuellen Verfahren sind – bedingt durch die zeit- und arbeitsintensiven Arbeitsabläufe – heute eine eher elitäre grafische Technik, die wegen ihrer eigenständigen grafischen Wirkungen und der Möglichkeit kostengünstiger Kleinauflagen von vielen Künstlern praktiziert wird.

## Radiertechniken
Die Radierung stellt eine der vielfältigsten künstlerischen Drucktechniken dar. Seit der Herstellung der ersten Drucke in den Gold- und Waffenschmieden des 15. Jahrhunderts wurden zahlreiche verschiedene Methoden entwickelt:
Techniken ohne Ätzung („kalte Techniken“)
- Carborundum
- Fotogravur
- Kaltnadelradierung
- Kupferschnitt
- Kupferstich
- Prägedruck
- Punktstich
- Punzenstich
- Schabkunst (Mezzotinto)
- Stahlstich
- Stichtiefdruck

Techniken mit Ätzung („warme Techniken“)
- Aquatinta
- Ätzradierung
- Dallastypie
- Galvanokaustik (Metallbearbeitung)
- Heliogravüre
- Kreidemanier
- Punktiermanier
- Weichgrundätzung